# Санта-Ана-де-Пуса
Санта-Ана-де-Пуса (ісп. Santa Ana de Pusa) — муніципалітет в Іспанії, у складі автономної спільноти Кастилія-Ла-Манча, у провінції Толедо. Населення — 473 особи (2010).
Муніципалітет розташований на відстані близько 110 км на південний захід від Мадрида, 60 км на захід від Толедо.

## Демографія
Динаміка населення (INE ):

## Галерея зображень

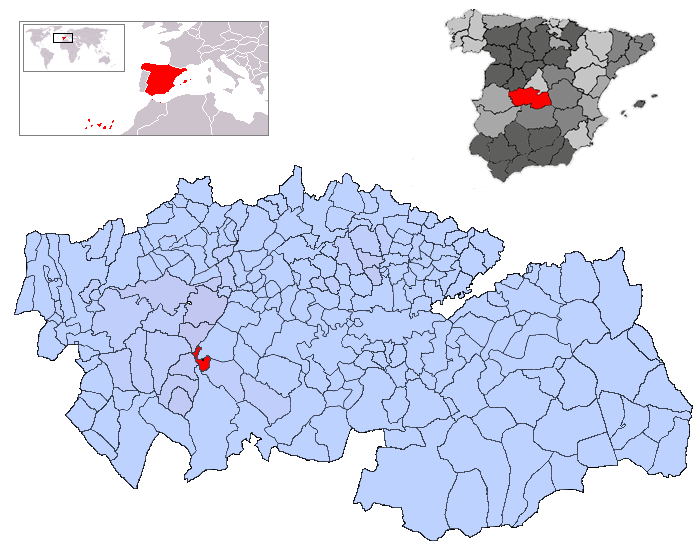
Розташування муніципалітету у провінції Толедо